# Trampa magneto-òptica

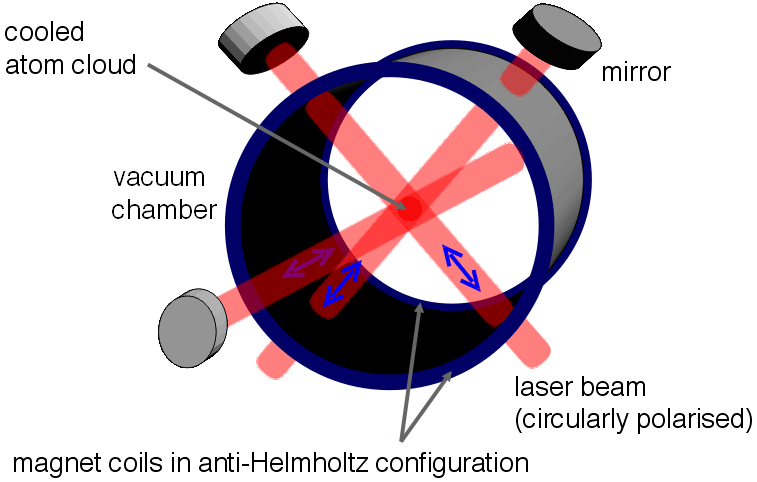
Configuració experimental del MOT

En física atòmica, molecular i òptica, una trampa magnetoòptica (MOT) és un aparell que utilitza refrigeració làser i un camp magnètic variable espacial per crear una trampa que pot produir mostres d'àtoms neutres i freds. Les temperatures aconseguides en un MOT poden ser tan baixes com diversos microkelvin, depenent de l'espècie atòmica, que és dues o tres vegades per sota del límit de retrocés del foton. Tanmateix, per a àtoms amb una estructura hiperfina no resolta, com ara 7Li, la temperatura aconseguida en un MOT serà superior al límit de refrigeració Doppler.
Un MOT es forma a partir de la intersecció d'un camp magnètic feble, quadrupolar i variable espacialment i sis feixos de melassa òptica polaritzats circularment, desajustats en vermell. A mesura que els àtoms s'allunyen del camp zero al centre de la trampa (a mig camí entre les bobines), el canvi de Zeeman que varia espacialment provoca una transició atòmica cap a la ressonància que dóna lloc a una força de dispersió que empeny els àtoms cap al centre del trampa. És per això que un MOT atrapa els àtoms, i com que aquesta força sorgeix de la dispersió de fotons en què els àtoms reben impuls "puntades" en la direcció oposada al seu moviment, també frena els àtoms (és a dir, els refreda), de mitjana, per absorció repetida i cicles d'emissió espontània. D'aquesta manera, un MOT és capaç d'atrapar i refredar àtoms amb velocitats inicials de centenars de metres per segon fins a desenes de centímetres per segon (de nou, depenent de l'espècie atòmica).
Tot i que les partícules carregades es poden atrapar amb una trampa Penning o una trampa Paul mitjançant una combinació de camps elèctrics i magnètics, aquestes trampes són ineficaces per als àtoms neutres.

## Descripció teòrica d'una MOT
S'utilitzen dues bobines en una configuració anti-Helmholtz per generar un camp magnètic quadripolar feble; aquí, considerarem que les bobines estan separades al llarg de la {\displaystyle z} -eix. A la proximitat del camp zero, situat a mig camí entre les dues bobines al llarg de la {\displaystyle z} -direcció, el gradient del camp és uniforme i el propi camp varia linealment amb la posició. Per a aquesta discussió, considereu un àtom amb estats fonamentals i excitats amb {\displaystyle J=0} i {\displaystyle J=1}, respectivament, on {\displaystyle J} és la magnitud del vector del moment angular total. A causa de l'efecte Zeeman, aquests estats es dividiran en cadascun {\displaystyle 2J+1} subnivells amb valors associats de {\displaystyle m_{J}}, denotada per {\displaystyle |J,m_{J}\rangle } (tingueu en compte que el canvi de Zeeman per a l'estat fonamental és zero i que el camp no es dividirà en subnivells). Això dóna lloc a desplaçaments d'energia dependents espacialment dels subnivells de l'estat excitat, ja que el desplaçament de Zeeman és proporcional a la intensitat del camp i en aquesta configuració la força del camp és lineal en posició. Com a nota, l'equació de Maxwell {\displaystyle \nabla \cdot \mathbf {B} =0} implica que el gradient de camp és el doble de fort al llarg del {\displaystyle z} -direcció que en el {\displaystyle x} i {\displaystyle y} -direccions i, per tant, la força de atrapament al llarg de la direcció {\displaystyle z} és el doble.
En combinació amb el camp magnètic, s'envien parells de raigs làser polaritzats circularment de contrapropagació al llarg de tres eixos ortogonals, per a un total de sis feixos MOT (hi ha excepcions a això, però cal un mínim de cinc feixos per fer un ITV 3D). Les bigues estan desintonitzades en vermell des del {\displaystyle J=0\rightarrow J=1} transició en una quantitat {\displaystyle \delta } tal que {\displaystyle \delta \equiv \nu _{0}-\nu _{L}>0}, o equivalent, {\displaystyle \nu _{L}=\nu _{0}-\delta }, on {\displaystyle \nu _{L}} és la freqüència dels raigs làser i {\displaystyle \nu _{0}} és la freqüència de la transició. Els feixos s'han de polaritzar circularment per garantir que l'absorció de fotons només es pugui produir durant determinades transicions entre l'estat fonamental. {\displaystyle |0,0\rangle } i els subnivells de l'estat excitat {\displaystyle |1,m_{J}\rangle }, on {\displaystyle m_{J}=-1,0,1}. En altres paraules, els feixos polaritzats circularment imposen regles de selecció sobre les transicions de dipol elèctric permeses entre estats.
Al centre de la trampa, el camp magnètic és zero i els àtoms són "foscos" per als fotons desintonitzats en vermell incidents. És a dir, al centre de la trampa, el desplaçament de Zeeman és zero per a tots els estats i, per tant, la freqüència de transició {\displaystyle \nu _{0}} des de {\displaystyle J=0\rightarrow J=1} roman sense canvis. La desintonització dels fotons d'aquesta freqüència significa que no hi haurà una quantitat apreciable d'absorció (i per tant d'emissió) per part dels àtoms al centre de la trampa, d'aquí el terme "fosc". Així, els àtoms més freds i en moviment més lent s'acumulen al centre de la MOT on dispersen molt pocs fotons.

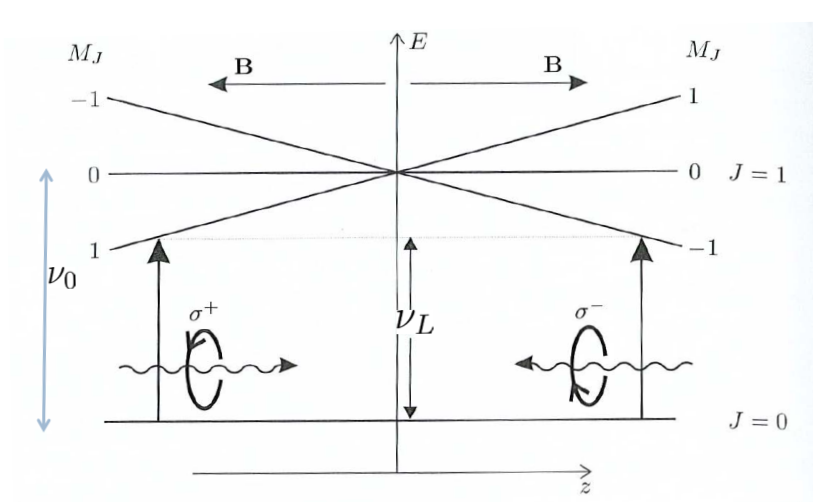
Diagrama d'energia que mostra el principi darrere d'una ITV.

Now consider an atom which is moving in the {\displaystyle +z}-direction. The Zeeman effect shifts the energy of the {\displaystyle |J=1,m_{J}=-1\rangle } state lower in energy, decreasing the energy gap between it and the {\displaystyle |J=0,m_{J}=0\rangle } state; that is, the frequency associated with the transition decreases. Red-detuned {\displaystyle \sigma ^{-}}photons, which only drive {\displaystyle \Delta m_{J}=-1} transitions, propagating in the {\displaystyle -z}-direction thus become closer to resonance as the atom travels further from the center of the trap, increasing the scattering rate and scattering force. When an atom absorbs a {\displaystyle \sigma ^{-}}photon, it is excited to the {\displaystyle |J=1,m_{J}=-1\rangle } state and gets a "kick" of one photon recoil momentum, {\displaystyle \hbar k}, in the direction opposite to its motion, where {\displaystyle k=2\pi \nu _{0}/c}. The atom, now in an excited state, will then spontaneously emit a photon in a random direction and after many absorption-spontaneous emission events, the atom will have, on average, been "pushed" back towards the field-zero of the trap. This trapping process will also occur for an atom moving in the {\displaystyle -z}-direction if {\displaystyle \sigma ^{+}}photons are traveling in the {\displaystyle +z}-direction, the only difference being that the excitation will be from {\displaystyle |J=0,m_{J}=0\rangle } to {\displaystyle |J=1,m_{J}=+1\rangle } since the magnetic field is negative for {\displaystyle z<0}. Since the magnetic field gradient near the trap center is uniform, the same phenomenon of trapping and cooling occurs along the {\displaystyle x} and {\displaystyle y}-directions as well.
Matemàticament, la força de pressió de radiació que experimenten els àtoms en un MOT ve donada per:
{\displaystyle \mathbf {F} _{\mathrm {MOT} }=-\alpha \mathbf {v} -{\frac {\alpha g\mu _{B}}{\hbar k}}\mathbf {r} \nabla \|\mathbf {B} \|,}
on {\displaystyle \alpha } és el coeficient d'amortiment, {\displaystyle g} és el factor g de Landé i {\displaystyle \mu _{B}} és el magnetó de Bohr.

## Refrigeració Doppler
Els fotons tenen un impuls donat per {\displaystyle \hbar k} (on {\displaystyle \hbar } és la constant de Planck i reduïda {\displaystyle k} el nombre d'ona del fotó ), que es conserva en totes les interaccions àtom-fotó. Així, quan un àtom absorbeix un fotó, se li dóna un impuls en la direcció del fotó abans de l'absorció. En desajustar un feix làser a una freqüència inferior a la freqüència de ressonància (també coneguda com a desintonització vermella), la llum làser només s'absorbeix si la llum augmenta la freqüència per l'efecte Doppler, que es produeix quan l'àtom es mou cap a la font làser. Això aplica una força de fricció a l'àtom sempre que es mou cap a una font làser.
Perquè el refredament es produeixi en totes direccions, l'àtom ha de veure aquesta força de fregament al llarg dels tres eixos cartesians; això s'aconsegueix més fàcilment il·luminant l'àtom amb tres raigs làser ortogonals, que després es reflecteixen en la mateixa direcció.

## Atrapament magnètic
El atrapament magnètic es crea afegint un camp quadrupol magnètic variable espacialment al camp òptic desintonitzat vermell necessari per al refredament làser. Això provoca un canvi de Zeeman en els nivells de m f magnètics, que augmenta amb la distància radial des del centre de la trampa. A causa d'això, a mesura que un àtom s'allunya del centre de la trampa, la ressonància atòmica s'acosta més a la freqüència de la llum làser, i és més probable que l'àtom rebi un cop de fotó cap al centre de la trampa.
La direcció de la puntada ve donada per la polarització de la llum, que és circular a l'esquerra o a la dreta, donant diferents interaccions amb els diferents nivells de m f. S'utilitzen les polaritzacions correctes perquè els fotons que es mouen cap al centre de la trampa estiguin en ressonància amb el nivell d'energia atòmica desplaçat correcte, conduint sempre l'àtom cap al centre.

## Estructura atòmica necessària per a la captura magneto-òptica

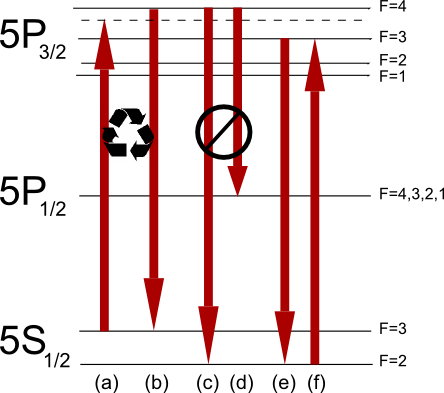
Els làsers necessaris per a la captura magneto-òptica del rubidi 85: (a) i (b) mostren l'absorció (vermell desajustat a la línia de punts) i el cicle d'emissió espontani, (c) i (d) són transicions prohibides, (e) mostra que si el làser de refrigeració excita un àtom cap al l'estat, es permet decaure a l'hiperfin inferior "fosc", estat F = 2, que aturaria el procés de refredament, si no fos pel làser rebumper (f).

Com que un àtom tèrmic a temperatura ambient té milers de vegades l'impuls d'un sol fotó, el refredament d'un àtom ha d'implicar molts cicles d'absorció-emissió espontània, amb l'àtom perdent fins a ħk de moment cada cicle. Per això, si un àtom s'ha de refredar amb làser, ha de posseir una estructura de nivell d'energia específica coneguda com a bucle òptic tancat, on després d'un esdeveniment d'emissió espontània d'excitació, l'àtom sempre torna al seu estat original. 85 Rubidi, per exemple, té un bucle òptic tancat entre el {\displaystyle 5S_{1/2}\ F=3} estat i el {\displaystyle 5P_{3/2}\ F=4} estat. Un cop a l'estat excitat, l'àtom té prohibit decaure a qualsevol dels {\displaystyle 5P_{1/2}} estats, que no conservarien la paritat, i també està prohibit decaure a la {\displaystyle 5S_{1/2}\ F=2} estat, que requeriria un canvi de moment angular de -2, que no pot ser subministrat per un sol fotó.
No obstant això, molts àtoms que no contenen bucles òptics tancats es poden refredar amb làser, però, utilitzant làsers de rebombament que tornen a excitar la població cap al bucle òptic després d'haver-se desintegrat a un estat fora del cicle de refrigeració. L'atrapament magneto-òptic del rubidi 85, per exemple, implica anar en bicicleta sobre el tancat. {\displaystyle 5S_{1/2}\ F=3\to 5P_{3/2}\ F=4} transició. Amb l'excitació, però, la desintonització necessària per al refredament dóna una superposició petita, però diferent de zero, amb el {\displaystyle 5P_{3/2}\ F=3} estat. Si un àtom s'excita a aquest estat, que es produeix aproximadament cada mil cicles, l'àtom és lliure de desintegrar-se {\displaystyle F=3}, estat hiperfin superior acoblat a la llum, o el {\displaystyle F=2} estat hiperfin inferior "fosc". Si torna a l'estat fosc, l'àtom deixa de circular entre el sòl i l'estat excitat, i el refredament i l'atrapament d'aquest àtom s'atura. Un làser de rebombatge que ressona amb el {\displaystyle 5S_{1/2}\ F=2\to 5P_{3/2}\ F=3} La transició s'utilitza per reciclar la població de nou al bucle òptic de manera que el refredament pugui continuar.

## Aplicació
A causa del cicle continu d'absorció i emissió espontània, que provoca decoherència, qualsevol experiment de manipulació quàntica s'ha de realitzar amb els feixos MOT apagats. Com a resultat de les baixes densitats i velocitats dels àtoms aconseguides mitjançant el refredament òptic, el camí lliure mitjà en una bola d'àtoms refrigerats per MOT és molt llarg, i els àtoms es poden tractar com a balístics. Això és útil per a experiments d'informació quàntica on és necessari tenir temps de coherència llargs (el temps que passa un àtom en un estat quàntic definit). En aquest cas, és comú aturar l'expansió del núvol mentre el MOT està apagat carregant els àtoms refrigerats en una trampa de dipols.
Una trampa magnetoòptica sol ser el primer pas per aconseguir la condensació de Bose-Einstein. Els àtoms es refreden en un MOT fins a unes quantes vegades el límit de retrocés, i després es refreden per evaporació, cosa que redueix la temperatura i augmenta la densitat fins a la densitat de l'espai de fase requerida.
Es va utilitzar un MOT de 133 Cs per fer algunes de les millors mesures de la violació de CP.
Els MOT s'utilitzen en una sèrie de tecnologies quàntiques (és a dir, gradiòmetres de gravetat d'àtoms freds) i s'han desplegat en diverses plataformes (és a dir, UAV) i en diversos entorns (és a dir, forats avall).